# Айрон-Сіті (Джорджія)
Айрон-Сіті (англ. Iron City) — місто (англ. town) в США, в окрузі Семінол штату Джорджія. Населення — 312 особи (2020).

## Географія
Айрон-Сіті розташований за координатами 31°0′49″ пн. ш. 84°48′48″ зх. д. / 31.01361° пн. ш. 84.81333° зх. д. (31.013583, -84.813313).  За даними Бюро перепису населення США в 2010 році місто мало площу 2,07 км², уся площа — суходіл.

## Демографія
Згідно з переписом 2010 року, у місті мешкало 310 осіб у 136 домогосподарствах у складі 87 родин. Густота населення становила 150 осіб/км².  Було 149 помешкань (72/км²).
Расовий склад населення:
| - 84,5 % — білих - 15,2 % — чорних або афроамериканців |

До двох чи більше рас належало 0,0 %. Частка іспаномовних становила 0,3 % від усіх жителів.
За віковим діапазоном населення розподілялося таким чином: 23,5 % — особи молодші 18 років, 55,2 % — особи у віці 18—64 років, 21,3 % — особи у віці 65 років та старші. Медіана віку мешканця становила 45,0 року. На 100 осіб жіночої статі у місті припадало 79,2 чоловіків;  на 100 жінок у віці від 18 років та старших — 73,0 чоловіків також старших 18 років.
Середній дохід на одне домашнє господарство  становив 47 584 долари США (медіана — 31 250), а середній дохід на одну сім'ю — 52 963 долари (медіана — 40 000). За межею бідності перебувало 10,1 % осіб, у тому числі 15,8 % дітей у віці до 18 років та 10,8 % осіб у віці 65 років та старших.
Цивільне працевлаштоване населення становило 85 осіб. Основні галузі зайнятості: роздрібна торгівля — 24,7 %, освіта, охорона здоров'я та соціальна допомога — 24,7 %, публічна адміністрація — 12,9 %, фінанси, страхування та нерухомість — 8,2 %.